# Botryobasidium danicum
Botryobasidium danicum ist eine Ständerpilzart aus der Familie der Traubenbasidienverwandten (Botryobasidiaceae). Sie bildet resupinate, spinnwebartige Fruchtkörper aus, die auf Totholz von Laub- und Nadelbäumen wachsen. Botryobasidium danicum bewohnt mit Europa und Nordamerika ein holarktisches Areal. Eine Anamorphe ist bislang nicht bekannt.

## Merkmale

### Makroskopische Merkmale
Botryobasidium danicum besitzt weißliche bis gelbliche, gespinstartige und dünne Fruchtkörper, die resupinat (also vollständig anliegend) auf ihrem Substrat wachsen und unter der Lupe leicht netzartig erscheinen.

### Mikroskopische Merkmale
Wie bei allen Traubenbasidien ist die Hyphenstruktur von Botryobasidium danicum monomitisch, besteht also ausschließlich aus generativen Hyphen, die sich rechtwinklig verzweigen. Die Basalhyphen sind hyalin, schmal (meist 8–12 µm breit) und nicht inkrustiert. Die 6–8 µm dicken Subhymenialhyphen sind hyalin und dünnwandig. Alle Hyphen sind einfach septiert. Die Art verfügt weder über Zystiden noch über Schnallen. Die vier- oder sechssporigen Basidien der Art wachsen in Nestern, werden 15–20 × 8–12 µm groß, sind subzylindrisch geformt und an der Basis einfach septiert. Die Sporen sind schmal schiffförmig und meist 12–15 × 3–5 µm groß. Sie sind glatt und dünnwandig.

## Verbreitung
Die bekannte Verbreitung von Botryobasidium danicum umfasst Europa und Nordamerika und damit ein holarktisches Areal. Die Verbreitung beschränkt sich vorwiegend auf feuchte ozeanische oder subozeanische Klimata.

## Ökologie
Botryobasidium danicum ist ein Saprobiont, der Totholz besiedelt. In der Regel handelt es sich dabei um Koniferen wie Douglasien (Pseudozuga menziesii); bisweilen werden aber auch Laubbäume wie Stein-Eichen (Quercus ilex) besiedelt.